# Molophilus poliocephalus
Molophilus poliocephalus är en tvåvingeart som beskrevs av Alexander 1927. Molophilus poliocephalus ingår i släktet Molophilus och familjen småharkrankar. Inga underarter finns listade i Catalogue of Life.